# Interstate 8
Interstate 8 (afgekort I-8) is een Interstate highway in de Verenigde Staten. De snelweg begint in San Diego (Californië) en eindigt ten zuidoosten van Casa Grande (Arizona). Van San Diego tot aan de grens met Arizona loopt de snelweg vlak langs de grens met Mexico.
Het wegdek van de I-8 ligt bij Seeley in Californië 16 meter onder de zeespiegel, wat het laagst gelegen punt is van het hele Amerikaanse Interstate Highway System.

## Externe link

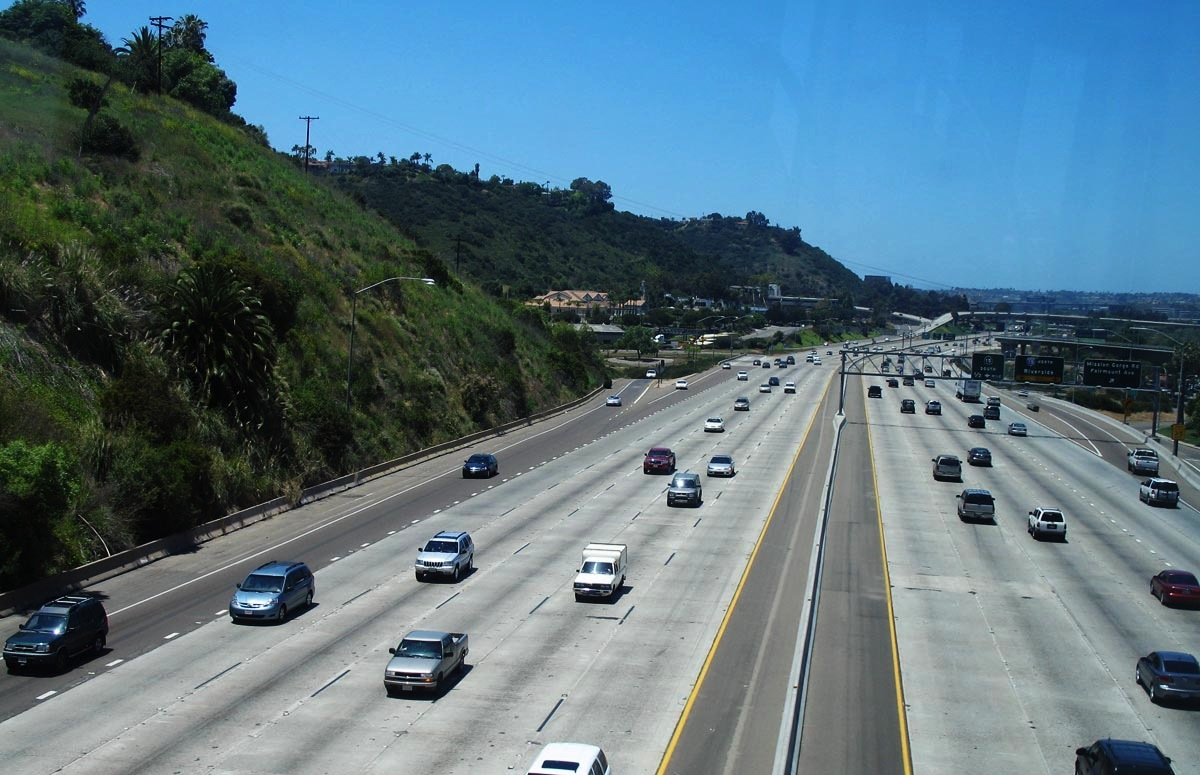
Interstate 8 in San Diego

## Lengte
| Staat      | km  | mijl |  |
|            |     |      |  |
| Californië | 277 | 172  |  |
| Arizona    | 287 | 178  |  |
|            |     |      |  |
| Totaal     | 564 | 350  |  |

## Belangrijke steden aan de I-8
San Diego - El Centro - Yuma